# Cristóvão Rodrigues Acenheiro
 Cristóvão Rodrigues Acenheiro  ou Cristóvão Rodrigues Azinheiro (Évora, 1474 — 1538) foi bacharel em Cânones, advogado e cronista português.

## Vida e obra
Nascido em Évora em 1474, bacharelou-se em Cânones, e na sua cidade natal praticou a advocacia. Da sua obra apenas se conhece a Crónica dos Reis de Portugal, escrita em 1535. Este livro foi publicado pela primeira vez em 1824 pela Academia Real das Ciências de Lisboa na colecção ''Inéditos de História de Portugal tomo v, pp. 1-364, com o título Crónicas dos Senhores Reis de Portugal por Christovam Rodrigues Acenheiro.
Segundo Inocêncio Francisco da Silva, anexas a esta obra estavam outras do mesmo autor, que teriam os seguintes títulos Original e mui antiquissima criaçam de Espanha, que se perdeu depois da morte d'El-Rei D. Rodrigo; Lembranças de cousas de Portugal, que ficam por memória, em que trata de Ceuta; estes escritos incluiriam algumas memórias sobre a Espanha visigótica, batalhas entre cristãos e mouros, conquista de Roma, embaixada de Tristão da Cunha ao papa; a junção de todo este material devia, assim, formar um enorme volume, que, segundo se supõe, se guardava na biblioteca de el-rei D. João V, sendo destruído pelo incêndio que se seguio ao terramoto de 1755.
A Crónicas dos Senhores Reis de Portugal abarca o período compreendido entre o conde D. Henrique e D. João III, reunindo e resumindo crónicas anteriores, muitas delas julgadas perdidas.
E essa é, aliás, a mais importante actividade de Acenheiro, pois apesar de todas as suas imprecisões contribuiu também para a identificação de crónicas das quais não se conhecia o autor. Acenheiro foi atacado no séc. XIX quando o texto foi publicado, nomeadamente por Alexandre Herculano, que considerava as suas crónicas como um "rol de mentiras e disparates publicado pela nossa Academia, que teria procedido mais judiciosamente em deixá-las no pó das bibliotecas, onde haviam jazido em paz por quase três séculos". E mais à frente acrescenta Herculano: "Na crónica de Acenheiro, a história dos primeiros reinados é um tecido de quantos erros e fábulas corriam entre o vulgo, no principio do séc. XVI, acerca daquelas épocas." (Lendas e narrativas, Lisboa 1970, tomo II, pp 93 e 304, respectivamente.)
Só em meados do séc XX Acenheiro viria a ser, por assim dizer, reabilitado, quando Magalhães Basto (na Obra Fernão Lopes. Suas Crónicas Perdidas e a Crónica Geral do Reino, Porto 1943) lhe atribuiu a devida importância.